# 岡﨑和夫
岡﨑 和夫（おかざき かずお、1948年2月19日 - ）は、日本の元政治家、行政書士。元岐阜県池田町長（6期）。社会福祉法人 池田町社会福祉協議会の会長でもあった。

## 来歴
1966年3月、岐阜県立岐阜農林高等学校土木科卒業し、同年4月池田町役場に入庁。2001年に助役に就任し、翌年退職。
2003年1月21日告示・26日執行の池田町長選挙に立候補し、無投票で初当選した。2月10日、町長就任。
2007年1月16日告示・21日執行の池田町長選挙に立候補し、無投票で2期目の当選を果たした。
2011年1月11日告示・16日執行の池田町長選挙に立候補し、新人で元NPO法人事務局長の野村美里を大差で破り、3期目の当選を果たした。
※当日有権者数：19,286人 最終投票率：54.33%（前回比：pts）
| 候補者名 | 年齢 | 所属党派 | 新旧別 | 得票数  | 得票率 | 推薦・支持 |
| -------- | ---- | -------- | ------ | ------- | ------ | ---------- |
| 岡崎和夫 | 62   | 無所属   | 現     | 7,718票 | 74.27% |            |
| 野村実里 | 54   | 無所属   | 新     | 2,674票 | 25.73% |            |

2015年1月27日告示・2月1日執行の池田町長選挙に立候補し、無投票で4期目の当選を果たした。
2019年1月22日告示・27日執行の池田町長選挙に立候補し、無投票で5期目の当選を果たした。
2023年1月、外資系生命保険会社員の竹中誉と元県職員の2人の候補者を破り、6期目の当選を果たした。なお、当選当時、岐阜県内の現職首長で最多に並ぶ６回目の当選だった。
※当日有権者数：18,886人 最終投票率：58.29%（前回比：pts）
| 候補者名 | 年齢 | 所属党派 | 新旧別 | 得票数  | 得票率 | 推薦・支持 |
| -------- | ---- | -------- | ------ | ------- | ------ | ---------- |
| 岡﨑和夫 | 74   | 無所属   | 現     | 4,467票 | 40.84% |            |
| 竹中誉   | 52   | 無所属   | 新     | 3,731票 | 34.11% |            |
| 柳生一成 | 67   | 無所属   | 新     | 2,739票 | 25.04% |            |

2024年4月26日、第三者調査委員会により在任中に行った自身の行為がセクハラであると認定されたこと受けて、任期途中で町長を辞職した（後述）。同年6月9日に行われた町長選挙では、前回の選挙で岡﨑に敗北した竹中が当選した。また同年6月11日には、官製談合防止法違反と公契約関係競売入札妨害の容疑で逮捕された。

## 不祥事

### 女性職員に対するセクハラ行為
2023年7月4日、池田町の職員の女性と元職員の女性（2023年3月に退職）が岐阜市内で記者会見し、岡﨑が役場内でセクハラを続けていたと証言した。現役職員は2020年1月頃に庁舎の廊下ですれ違った際にお尻を触られたと訴え、元職員は2013年4月から2014年3月にかけて岡﨑が町長室で「若い子の力をもらわないといけない」と言いながら手やお尻を触ったと訴えた。元職員は「町長のセクハラを問題として捉えること自体がタブーという同調圧力があった」と話した。2人は町内部では相談できず、外部の労働組合である「岐阜青年ユニオン」に駆け込んだ。岐阜青年ユニオンは第三者委員会を設置して事実を調査することなどを求める要求書を町に提出した。
同日15時頃、岡﨑は記者会見を行い、指摘されたセクハラ行為の一部を認めた。この際、「私が圧力をかけたことはないが、気楽に相談できる態勢づくりをする必要があると思っている」と話した。また、第三者委員会は設けず、町の指針に基づき町が職員に聞き取り調査などを行う方針を示した。
同年7月5日朝、町議会の全員協議会に岡﨑も出席。複数の議員から「第三者委員会を設けるべきだ」との意見が出たことから、前日の会見から一転して第三者委員会を設置して調査を行うと決めた。
2024年4月24日、第三者調査委員会は職員や元職員らへのセクハラを認定する報告書を町に提出し、岡﨑について「辞職相当」とする意見を付した。報告書では、職員ら15人に対し「太ももを両手でもむように触り、陰部を触った」「キスしようとしたり、抱きついた。胸を触った」などの複数のセクハラ行為があったと指摘された。
同日16時過ぎに岡﨑は「辞職相当を重く受け止める」と述べ、辞意を表明、翌25日に町議会議長宛に辞職願を提出した。26日に町議会は臨時会を開き、岡﨑の辞職について全会一致で同意し、同日付で辞職が決まった。

### 汚職事件
2024年6月11日、官製談合防止法違反と公契約関係競売入札妨害の容疑で逮捕された。2022年7月12日に池田町が執行した「温知保育園空調機設置工事」の指名競争入札で、岡﨑は同年7月上旬に入札参加業者に対し、入札の指名業者を教えたとされる。なお、温知保育園空調機設置工事の入札は5社が参加し、岐阜県大垣市の会社（久富電設株式会社）が1330万円で落札した。また、この工事を落札した岐阜県大垣市の会社から現金100万円を受け取ったことを認め、収賄容疑で再逮捕された。同年7月22日、加重収賄と官製談合防止法違反などの罪で起訴された。岐阜地検は岡崎が職務に関して不正な行為をしたとして、収賄罪より法定刑の重い加重収賄罪を適用した。同日、岐阜地裁が岡崎の保釈を認める決定を出し、23日に拘留されていた大垣警察署から保釈された。保釈保証金は400万円。
10月8日に岐阜地裁で初公判が開かれ、「間違いありません」と起訴内容を認めた。検察側は懲役2年6月、追徴金100万円を求刑、弁護側は執行猶予を求めて即日結審した。また久富電設株式会社は『「工事請負契約等に係る指名停止等 の措置要領」付表第２第３号ア（贈賄）』に該当するため、令和6年10月10日から令和7年2月9日まで近畿中部防衛局管轄区域において、指名停止措置を受けた。11月19日、岐阜地裁から懲役2年6月、執行猶予4年、追徴金100万円の判決を言い渡された。